# Deadly Weapon
Deadly Weapon (br:A Arma Proibida) é um filme estadunidense, do ano de 1989, dos gêneros ficção científica e aventura, dirigido por Michael Miner.

## Enredo
Durante uma operação de transporte do exército americano, uma arma experimental alimentada por energia nuclear é perdida. Quando Zeke, um adolescente que é constantemente perseguido por outros jóvens, a encontra, começa a usá-la contra seus inimigos, sem saber que a mesma pode entrar em colapso, gerando uma reação nuclear catastrófica. 

## Elenco
- Rodney Eastman.......Zeke
- Susan Blu.......Shirley
- Gary Frank.......Tenente Dalton
- Michael Horse.......Indio Joe
- Richard Steven Horvitz.......Lester
- Sasha Jenson.......Martin
- John Lafayette.......Sargento Conroy
- William Sanderson.......Reverendo
- Tom Spiroff.......Bernie
- Lora Staley.......Leslie
- Kim Walker.......Traci
- Michael Hennessey.......Hampton
- Walter Koenig.......Não creditado
- Gary Kroeger.......Glover
- Barney Martin.......Prefeito Bigelow
- Sam Melville.......Não creditado
- Ed Nelson.......Não creditado
- Joe Regalbuto.......Fuller
- John Stuart Wildman.......Não creditado

## Premiações
- Indicado

Academy of Science Fiction, Fantasy & Horror Films